# Irlands flagga

Presidentens flagga

Irlands flagga är en trikolor i färgerna grönt, vitt och orange. Den antogs officiellt den 21 januari 1919 och skrevs in i författningen 1937, men färgerna hade använts för första gången redan på 1830-talet. Som flagga förekommer den för första gången vid oroligheter 1848. Flaggan var inspirerad av den franska trikoloren, som var förebild för många frihetssträvande nationers flaggor under 1800-talet. Under påskupproret 1916 kom den mer och mer att betraktas som symbol för frihetskampen. Enligt en vitt spridd inofficiell tolkning av färgerna symboliserar den gröna färgen katolicismen och själva ön Irland. Orange står för den protestantiska minoriteten, vars färg är just orange. Färgen orange användes av Vilhelm av Oranien, sedermera Vilhelm III av England, som 1690 besegrade Jakob II vid slaget vid Boyne. Vitt representerar freden som ska råda mellan de båda folkgrupperna. En officiell tolkning av färgerna saknas i författningen. Intressant att notera är flaggans orange fält av många irländare (i synnerhet katoliker) inte anses vara just orange, utan gyllene; alltså är färgernas ordning enligt vissa grönt, vitt och gyllene. Proportionerna är 1:2.

## Färger
| Schema                  | Grön       | Vit         | Orange     |
| ----------------------- | ---------- | ----------- | ---------- |
| Pantone Matching System | 347        | White       | 151        |
| HTML-färger             | #169B62    | #FFFFFF     | #FF883E    |
| RGB                     | 22/155/98  | 255/255/255 | 255/136/62 |
| CMYK                    | 86/0/37/39 | 0/0/0/0     | 0/47/76/0  |

## Presidentens flagga
Presidentens flagga är blå med en harpa i guld. Harpan har varit en irländsk nationalsymbol sedan 1400-talet, och förekommer även i statsvapnet. Den skapades 1945 och bygger på den tidigare nationalsymbolen Green Flag. Flaggan är hissad över presidentpalatset Áras an Uachtaráin i Dublin när presidenten är hemma, och används även på fordon som presidenten färdas i. Proportionerna är 1:2.